# パーマデス
パーマデス（Permadeath（永久死））またはパーマネントデス（Permanent death）は、テーブルゲーム及びコンピュータゲームにおいて体力を全て失ったプレイヤーキャラクターが死亡したと見なされ、使用不可能になるゲームメカニズム。 状況によっては、プレイヤーがゲームを続けるには新しいキャラクターを作成するか、ゲームを最初からやり直す必要があり、それによりこれまでの進行状況のほぼすべてが失われる可能性がある。一部のコンピュータゲームでは、パーマデスをゲームの中心システムの一部とはしないものの、同システムを採用した「ハードコアモード（hardcore mode）」を実装している。
パーマデスは、キャラクターの「死亡」時のチェックポイントでリスポーンできたり、マジックアイテムや呪文でキャラクターを復活できたり、ゲームのセーブデータをロード・復元して死亡時の状況を回避できたりなどのプレイヤーが何らかの方法で続行できるゲームとは対照的なシステムである。このシステムはテーブル及びコンピュータベースのロールプレイングゲームと関連付けられることが多く、コンピュータゲームのローグライクジャンルにおいては必要不可欠の要素とみなされている。パーマデスの実装方法はゲームの種類に応じて大きく異なる場合がある。

## シングルプレイヤーゲームにおいて

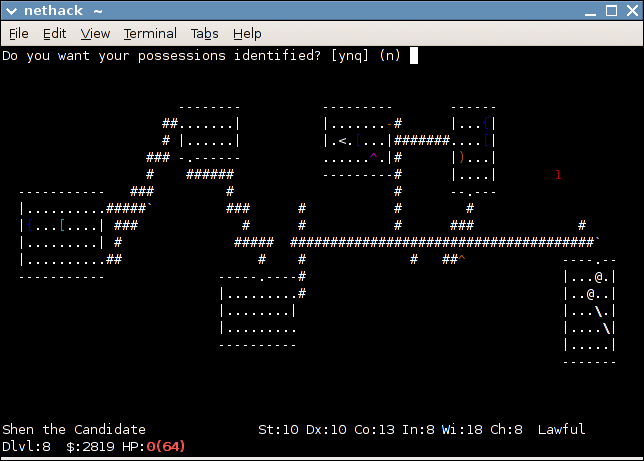
『NetHack』で死亡したプレイヤーは、持っていた詳細不明の所持品について詳しく知りたいかどうか尋ねられる。

パーマデスはアーケードゲームの黄金時代（1970年代後半～80年代前半）では一般的であり、大半のアーケードゲーム（スペースインベーダーやパックマンなど）は、ゲーム状況をセーブする技術的能力が不足していたため、デフォルトでパーマデスがメカニズムとして組み込まれていた。初期の家庭用ゲームは、コインを入れてプレイを続けるシミュレーションなど、このゲームプレイを模倣していた。 家庭用コンピュータやゲーム機が更に普及していくにつれて、ゲームは主人公の抽象度を下げ、キャラクターの死により大きなインパクトを与えるように進化していった。開発者が失敗したレベル（ステージ）のリプレイ機能を追加すると、それを補うためにゲームはより複雑になり、リスタートを繰り返すことなく直線的なストーリーを通じてキャラクターを進行させることに重点を置いた、より力強い物語が追加された。『ダンジョンズ&ドラゴンズ』アドベンチャー第一波のダンジョンアドベンチャーからインスパイアを受けた、家庭用コンピュータの初期のロールプレイングゲームでは、物語コンテンツが大量に不足し、キャラクターを殺すことに対して無頓着であることが多く、プレイヤーが自分のキャラクターに感情的なつながりをほとんど持つことはないと予想されていたが、多くのゲームではプレイヤーはキャラクターの進行状況を保存することができた。
大半のシングルプレイRPGでは、プレイヤーがセーブデータをロードして、セーブした地点から続行できるため、真のパーマデスを実装しているゲームは数少ない。その例外がRPGのサブジャンル「ローグライク」のゲームで、同ジャンルではパーマデスが価値の高い要素となっている。プレイヤーは現在の状態をセーブして後で続けることもできるが、通常、そのセーブデータはロード後に消去または上書きされ、プレイヤーは同じ状況で再開することはできなくなる。プレイヤーは、セーブデータのバックアップを取っておくことによりこの問題を回避できるが、このテクニックはチート行為とみなされる。ローグライクにおけるパーマデスメカニズムの使用は、ジャンルと同名のゲーム『ローグ』が発端である。開発者は当初、セーブ機能を実装しておらず、プレイヤーは1回のセッションでゲームをクリアする必要があった。セーブ機能を追加したところ、プレイヤーは最良の結果を得るためにセーブデータを繰り返しロードすることがわかったが、これは「『リアリズム』を望んでいた」開発者のゲームデザインに反していたため、ロード時にセーブデータを削除するコードが実装された。この機能は、『ローグ』のほぼすべての派生ゲームや、同作のゲームプレイからより緩やかにインスピレーションを得たその他のゲームに残されている。
パーマデスの実装は大きく異なる場合がある。カジュアルな形式のパーマデス（ローグライトとも呼ばれる）では、プレイヤーは失敗の影響を受けつつもお金やアイテムを保持できるため、パーマデスに伴うフラストレーションが軽減される。より徹底した実装では、全ての進行状況が削除される。一部のゲームでは、パーマデスはオプションモードか高難易度での機能として実装されている。極端な形式のパーマデスでは、死亡時にユーザーをサーバーから永久追放するオプションがある『The Castle Doctrine』などユーザーに更にペナルティを与える可能性がある。プレイヤーは、刺激を求めるためや自分のスキルやゲームメカニズムの理解度をテストしたいため、または標準的なゲームデザインに飽きたためなどでパーマデスのゲームをプレイすることを好む場合がある。自分の行動が影響を与える場合、より戦略的かつ戦術的な決定を下さなければならず、同時に、パーマデスを採用するゲームは、プレイヤーが少ない情報でキャラクターへのリスクを最小限に抑えようとする際に、感情的、直感的、またはその他の非演繹的意思決定に頼ることを奨励する可能性がある。パーマデスを採用するゲームは現実世界をより密接に模倣しているが、力強い物語要素があるゲームはパーマデスを避けることが多い。
個々のキャラクターの永久的な死は、パーティーベースのシミュレーションRPGの要素となり得る。これらのゲームでは、プレイヤーは通常、キャラクターの名簿を管理し、ターン制の戦闘での行動を制御しつつ、時間をかけて属性、スキル、専門分野を構築していく。これらのキャラクターが戦闘で倒れた場合、そのキャラクターは以降のゲームでは死亡したものとみなされる。これらのゲームでは、キャラクターが死亡する前にセーブした時の状態に戻れるものの、継続するにはプレイヤーがその戦闘を繰り返す必要があり、同じキャラクターまたは他のキャラクターを失うリスクがある。スクウェアが1986年に発売したフォーメーションRPG『キングスナイト』には4人のキャラクターが登場するが、各人は他の3人と合流する前に自分のステージをクリアしなければならず、一人でも死亡した場合、最終面の途中で先に進めなくなりゲームオーバーとなる。

## マルチプレイヤーゲームにおいて

### MMORPGにおいて
マルチプレイヤーのコンピュータゲームのパーマデスは物議を醸している。プレイヤーの要望とそれに伴う市場原理により、（『World of Warcraft』などの）MMORPGや、マルチプレイに重点を置いたその他のRPGは殆どパーマデスを実装していない。一般的に言えば、マルチプレイ文化ではパーマデスに対する支持はほとんどない。プレイヤーのパーマデスへの嫌悪感に対する学者のリチャード・バートルの評価を要約したEngadgetは、MMORPGのファンはそのコンセプトに恐怖を感じていると特徴づけている。継続的にプレイ料金を請求するゲームにおいては、パーマデスがプレイヤーを遠ざけ、経済的な阻害要因となる可能性がある。
『ディアブロII』『ディアブロIII』『ディアブロIV』『Minecraft』、『Terraria』や『Torchlight II』は主流の例外であり、キャラクターが永久に死亡するオプションの「ハードコア」モードをサポートしている。『Star Wars Galaxies』では、ジェダイのキャラクターは短期間パーマデスとなっていたが、他のプレイヤーがジェダイを標的にした後にその機能は削除された。『World of Warcraft』でも、「クラシックハードコア」と呼ばれるパーマデスのコミュニティゲームモードが開発された。クラシックハードコアのルールでは、キャラクターが死亡した場合は、そのキャラクターを削除するか、パーマゴーストとして残さなければならない。
パーマデスの支持者達は、他者がパーマデスに反対する理由をいくつか挙げており、一部の支持者はパーマデスに対する悪い認識は初期の不十分な実装のせいだと考えている。彼らはまた、「プレイヤーキル（PK）」とパーマデスの間には、両者を併用する必要がないにもかかわらず、混同があると考えている。支持者はまた、最初にパーマデス無しのゲームに触れたプレイヤーは、その観点から新しいゲームを検討すると考えている。これらのプレイヤーは最終的にはパーマデスを受け入れる段階まで「成熟する」と考えられるが、それは他人のプレイヤーキャラクターのパーマデスに対してのみである。
MMORPGプレイヤーの大半は、手持ちのキャラクターを失うペナルティを受け入れることに消極的である。MMORPGは、よりリアルな世界を模倣する試みとしてパーマデスをテストしたが、プレイヤーの大多数はキャラクターのパーマデスのリスクを冒すことを好まなかった。結果として、パーマデスを採用したゲームは時々発表されることもあるが、大半はゲームの大衆への魅力を高めるために後に削除されるか実装すらされない。
パーマデスの支持者は、そのリスクがゲーム内での行動にさらなる重要性を与えると主張している。パーマデスがないゲームでは、死亡したキャラクターを復元するとゲーム内ペナルティが課されることがよくあるが、新しいキャラクターの作成を強制されることに比べれば、そのペナルティは比較的軽微である。したがって、パーマデスが生み出す主な変化は、プレイヤーの決定をより重要なものにすることであり、それがなければ、プレイヤーがゲーム内での行動を真剣に考える動機が薄れる。永久死のリスクを冒そうとする人々は、より深刻な結果が自分のキャラクターから得られる関与感と達成感を高めると感じている。リスクが高まると、ゲーム世界内での英雄的行為や勇気ある行為が重要なものとなり、（そのような行動をする）プレイヤーはかなりの時間を費やしてきたキャラクターをリスクに晒すことになる。パーマデスがなければ、そのような行為は「ささいな行動」である。ただし、オンラインゲームでは、パーマデスは通常、最初からやり直すことを意味し、死亡したキャラクターのプレイヤーは以前の仲間から隔離される。
リチャード・バートルはパーマデスの利点について以下のように説明した。アーリーアダプターによる権力の座の永続的な保持が制限される、プレイヤーが初期のセクションを繰り返す際に初期コンテンツを再利用できる、より頻繁なキャラクター変更によるプレイヤーの没入感の向上など。バートルは、パーマデスが無いと、ゲーム制作者はトッププレイヤー向けの新コンテンツを継続的に制作しなければならなくなり、それがトップ層ではないプレイヤーが進めるのを面倒と感じさせるほどやる気を削いでしまうとも考えている。
パーマデスでプレイするのを好まないプレイヤーは、それに伴う大きなペナルティを受け入れるのに消極的である。このペナルティは多くの場合、失ったこれまでのキャラクターのレベル、能力、影響力、好感度を再び獲得するために多大な時間を費やすことを意味し、この時間の投資の増加によりライトゲーマーの意欲を減退させる可能性がある。ゲームデザインによっては、すでに体験したコンテンツを再度プレイしなければならない場合があり、ゲームのそれらの側面に興味を失ったプレイヤーは、彼らが以前に近づいた他のプレイヤーにたどり着くことを目指して時間をかけて再びプレイすることを望まない可能性がある。プレイヤーは、パーマデスによって他のプレイヤーが通常のゲームよりも用心深くなり、ゲームが提供しようとする英雄的な雰囲気が損なわれることを嫌う可能性がある。これにより、最終的には、一般に「グラインド」と呼ばれる、ゆっくりとした反復的なリスクの低いプレーが行われる可能性がある。ほとんどのMMORPGでは、死亡したキャラが一定のレベルに達していたとしても、任意のレベルの新キャラクターを作成することはできず、パーマデスへの強力な阻害要因となっている。
パーマデス制のギルドは、パーマデス機能がないマルチプレイヤーゲームに存在する可能性があり、プレイヤーは名誉システムに基づいて自発的にキャラクターを削除する。

## テーブルゲームにおいて
パーマデスは『ダンジョンズ&ドラゴンズ』などのテーブルトークRPG（TRPG）のシステムとしても使うことができる。これらのゲームでは、プレイヤーは独自のキャラクターを作成し、キャンペーンを通じてレベルを上げていくが、これらのキャラクターは困難な対戦で永久に死亡する可能性があり、その場合プレイヤーは新キャラクターを再作成する必要がある。これらのゲームは通常、復活の呪文などによってこのパーマデスを回避するためのルールがあり、これによりプレイヤーは自身のキャラクターを引き続き操作することができる。

## その他のゲームにおいて
パーマデスシステムは主にロールプレイングやローグライクのコンピュータゲームで使用されているが、Flash製のプラットフォームゲーム『You Only Live Once』（2009年）と『One Chance』（2010年）はゲームで使われているパーマデスメカニズムの例としてコンピュータゲームの文献で頻繁に引用されている。『スウィートホーム』（1989年）や『バイオハザード』（1996年）などのサバイバルホラーゲームや『アンティル・ドーン』（2015年）『デトロイト ビカム ヒューマン』（2018年）などのインタラクティブドラマゲームもゲームシステムにパーマデスを取り入れているが、ストーリーはキャラクターの生死にかかわらず続き、マルチエンディングへと至る。